# Musaranya groguenca
La musaranya groguenca (Crocidura flavescens) és una espècie de mamífer eulipotifle de la família de les musaranyes (Soricidae) que viu a Lesotho, Moçambic, Sud-àfrica i Eswatini.